# Рентгеновская двойная звезда

Рентгеновская двойная в представлении художника.

Рентге́новские двойны́е звёзды — класс двойных звёзд, ярких в рентгеновском диапазоне спектра излучения. Рентгеновское излучение создается веществом, падающим с одной звезды, называемой донором, на вторую, называемую аккретором и очень компактную, являющуюся нейтронной звездой или чёрной дырой. При падении вещества высвобождается гравитационная потенциальная энергия, эквивалентная нескольким десятым долям массы покоя, в форме рентгеновского излучения (термоядерное горение водорода высвобождает только около 0,7 % массы покоя). Время жизни и темп переноса массы в рентгеновских двойных звёздах зависит от эволюционного статуса звезды-донора, отношения масс компонентов двойной звезды, орбитального расстояния между компонентами. По оценкам, с поверхности типичной маломассивной рентгеновской двойной выделяется около 1041 протонов в секунду.

## Классификация
Рентгеновские двойные звёзды подразделяют на несколько подклассов (иногда пересекающихся), которые, вероятно, лучше отражают физику подобных звёзд. Заметим, что классификация по массе относится к видимой в оптическом диапазоне звезде-донору, но не к компактному источнику рентгеновского излучения.
- Маломассивные рентгеновские двойные (англ. Low-mass X-ray binaries, LMXBs)
  - Мягкие рентгеновские переходные звёзды (англ. Soft X-ray transients, SXTs)
  - Симбиотические рентгеновские двойные (англ. Symbiotic X-ray binaries)
  - Источники сверхмягкого рентгеновского излучения (англ. Super soft X-ray sources, SSXBs)[4]
- Рентгеновские двойные промежуточной массы (англ. Intermediate-mass X-ray binaries, IMXBs)
- Массивные рентгеновские двойные (англ. High-mass X-ray binaries, HMXBs)
  - Be/рентгеновские двойные (англ. Be/X-ray binaries, BeXRBs)
  - Сверхгигантские рентгеновские двойные (англ. Supergiant X-ray binaries, SGXBs)
  - Сверхгигантские быстрые рентгеновские переходные звёзды (англ. Supergiant Fast X-ray Transients,  SFXTs)[5][6]
- Прочие
  - Рентгеновские барстеры
  - Рентгеновские пульсары
  - Микроквазары (рентгеновские двойные с радиоджетом)

## Маломассивные рентгеновские двойные
Маломассивная рентгеновская двойная звезда представляет собой двойную звезду, в которой один компонент является чёрной дырой или нейтронной звездой. Второй компонент (звезда-донор) обычно заполняет полость Роша и передает часть своего вещества компоненту-аккретору; звезда-донор может находиться на главной последовательности, являться вырожденным (например, белым) карликом или проэволюционировавшей звездой (красным гигантом). В Млечном Пути было обнаружено около двухсот маломассивных рентгеновских двойных, среди них 13 объектов было обнаружено в шаровых скоплениях. Наблюдения на космическом телескопе «Чандра» помогли установить наличие маломассивных рентгеновских двойных в других галактиках.
Типичная маломассивная рентгеновская двойная испускает почти всё излучение в рентгеновском диапазоне и, как правило, менее процента — в видимой части спектра, благодаря чему звёзды такого типа являются одними из наиболее ярких объектов неба при наблюдении в рентгеновском диапазоне, но относительно слабыми в видимой части спектра. Видимая звёздная величина колеблется от 15 до 20. Наиболее яркой частью двойной системы является аккреционный диск вокруг компактного объекта. Орбитальные периоды маломассивных рентгеновских звёзд заключены в интервале от десяти минут до сотен суток.

## Рентгеновские двойные промежуточной массы
Рентгеновская двойная звезда промежуточной массы представляет собой двойную звезду, один компонент которой является нейтронной звездой или чёрной дырой, а второй компонент является звездой промежуточной массы.

## Массивные рентгеновские двойные
Массивная рентгеновская двойная звезда является двойной звездой, в которой звезда-донор является массивной звездой: обычно звездой спектрального класса O или B, Be-звездой или голубым сверхгигантом. Объект-аккретор является чёрной дырой или нейтронной звездой.
В массивной рентгеновской двойной массивная звезда доминирует в оптическом диапазоне, а компактный объект доминирует в рентгеновском диапазоне. Массивные звёзды обладают высокой светимостью, поэтому их несложно обнаружить. Одной из самых известных массивных рентгеновских двойных является Лебедь X-1, которая является первым открытым кандидатом в чёрные дыры. Другими примерами массивных рентгеновских двойных являются Паруса X-1 и 4U 1700-37.

## Микроквазары

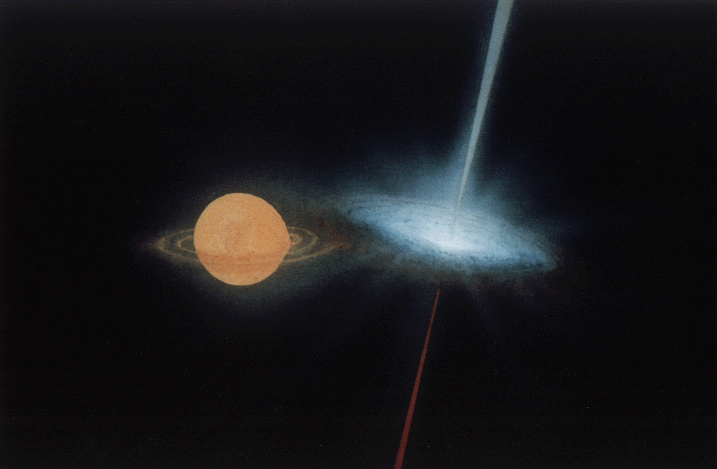
Микроквазар SS 433 в представлении художника

Микроквазар (рентгеновская двойная, излучающая в радиодиапазоне) является объектом, схожим по своим свойствам с квазаром: обладает сильным и переменным радиоизлучением, обычно наблюдаемым в форме двух радиоджетов, аккреционным диском вокруг компактного объекта, являющегося чёрной дырой или нейтронной звездой. У квазаров чёрная дыра является сверхмассивной (масса превосходит солнечную в миллионы раз); у микроквазаров масса компактного объекта превышает массу Солнца всего в несколько раз. В случае микроквазаров аккрецирующее вещество поступает от нормальной звезды, аккреционный диск очень яркий в оптическом и рентгеновском диапазонах. Иногда микроквазары называют рентгеновскими двойными с радиоджетами для того чтобы отличить их от других видов рентгеновских двойных. Часть радиоизлучения приходит от релятивистских джетов.
Исследование микроквазаров важно при изучении релятивистских джетов. Джеты образуются вблизи компактного объекта; временной масштаб около компактного объекта пропорционален массе данного объекта. Таким образом, обычный квазар испытывает за тысячи лет такие же вариации, какие происходят у микроквазара за день.
Среди известных микроквазаров можно отметить SS 433, у которого видны эмиссионные линии атомов в спектре обоих джетов; GRS 1915+105 обладает очень высокой скоростью джета. Лебедь X-1 обнаружен в высокоэнергетическом гамма-излучении (E > 60 МэВ). Экстремально высокую энергию частиц можно объяснить различными механизмами ускорения частиц (например, ускорение Ферми). В диапазоне энергии E > 100 ГэВ микроквазары обнаружены не были. LS I +61 303, излучающий в данном диапазоне, первоначально был отнесен к микроквазарам, но после радиоинтерферометрических наблюдений более вероятным стал сценарий пульсарного ветра.